# Henri Vilbert (1870-1926)
Pour les articles homonymes, voir Henri Vilbert et Vilbert.
Henri Félix Raine, dit Henri Vilbert ou simplement Vilbert, né le 11 mai 1870 à Marseille  (Bouches-du-Rhône) et mort le 31 octobre 1926 à Vichy (Allier), est un acteur et chanteur français.
Il ne doit pas être confondu avec son neveu, également acteur, Henri Vilbert (1904-1997).

## Biographie
Il fait ses débuts au café-concert Parisiana en 1895 où il joue durant une dizaine d'années les comiques troupiers. Arborant l'air niais et le treillis de corvée des « trainglots » (soldats du train) propres à tous les interprètes du genre, il chante des chansons comiques militaires pas toujours très fines, destinées à faire s'esclaffer le public ouvrier. Parmi celles-ci Ah, les p'tits pois !, Ah ! Mon colon !, Le Soldat vierge, Le Rédempteur, Si t'y vas, Oh, Antonio... S'il n'atteint pas le vedettariat comme Polin ou Dranem, on le retrouve assez couramment sur des petits-formats de l'époque. Il se produit également dans de nombreuses revues légères à La Cigale et aux Folies-Bergère.
Le café-concert disparaissant avec la Première Guerre mondiale, il se reconvertit comme beaucoup de ses collègues, parmi lesquels Fernandel et Raimu, dans d'autres styles. Il se fait rapidement une belle place dans le milieu du théâtre et de l'opérette. Il joue ainsi 1915, une revue du chansonnier Rip, dont il subsiste un cylindre en cire jaune sur lequel Vilbert déclame un extrait en vers sans accompagnement musical[réf. nécessaire]. Après plusieurs succès au Châtelet et au Moulin-Rouge, il est engagé en août 1910 à l'Odéon par André Antoine pour jouer Monsieur de Pourceaugnac. Dès lors il se produit sur les principales scènes parisiennes : théâtre Fémina, théâtre de la Porte-Saint-Martin, théâtre Antoine, Apollo, théâtre Mogador, théâtre Marigny, Palais-Royal, etc.
Henri Vilbert meurt en octobre 1926 des suites d'une opération chirurgicale alors qu'il était en cure à Vichy. Après des obsèques en l'église de la Madeleine, il est enterré au cimetière Saint-Pierre de Marseille.
Il laisse quelques enregistrements gravés entre 1906 et 1911 chez Gramophone et Pathé  - ultima - duval limited (certains aujourd'hui réédités).

## Théâtre
- 1900 : Y'a d'la femme !, revue, Parisiana
- 1906 : Ça sent la femme !, revue, Parisiana
- 1908 : La Revue des Folies-Bergère, revue de Pierre-Louis Flers, Folies-Bergère
- 1908 : Nue! Cocotte, revue de Pierre-Louis Flers et Eugène Héros, La Cigale
- 1908 : Occupe- toi d'Émilienne, revue de Rip et Armont, Scala
- 1909 :  Paris-Singeries, revue à grand spectacle de Max Dearly et Maurice Millet, À la Mayolaise, revue de Mayol, Ambassadeurs
- 1909 : La Petite Caporale, pièce à grand spectacle de Victor Darlay et Henri de Gorsse, Théâtre du Châtelet
- 1910 : Halley ! Helley aux Ambass' !, revue d'Albert Saulnier, Ambassadeurs
- 1910 : Monsieur de Pourceaugnac de Molière, Théâtre de l'Odéon
- 1910 : Mais z'oui, revue, La Cigale
- 1911 : Tu peux l'dire, grande revue, La Cigale
- 1911 : La Belle de New York, opérette de Paul Gavault, Moulin-Rouge
- 1911 : L'Arlésienne d'Alphonse Daudet, Le Bourgeois gentilhomme et Monsieur de Pourceaugnac de Molière, David Copperfield de Max Maurey, Théâtre de l'Odéon
- 1912 : Le Bourgeois gentilhomme de Molière, Théâtre de l'Odéon
- 1912 : La Revue de Marigny, revue, Théâtre Marigny
- 1912 : Le Malade imaginaire de Molière, mise en scène André Antoine, Théâtre Antoine
- 1913 : Les Manigances et L'Épate, comédies, Théâtre Fémina
- 1913 : Le Bourgeois gentilhomme de Molière, Théâtre de l'Odéon
- 1915 : 1915, revue de guerre en deux actes, Théâtre du Palais-Royal
- 1916 : La Revue et l'École du piston, revue, Théâtre des Variétés
- 1916 : Tout avance, revue en 22 tableaux, Théâtre des Variétés puis Théâtre du Gymnase
- 1916 : Le Bourgeois gentilhomme, Les Précieuses ridicules, Le Malade imaginaire de Molière, Théâtre de l'Odéon
- 1917 : Bis!, revue à grand spectacle, Théâtre Michel
- 1917 : La Revue du Vaudeville, revue, Théâtre du Vaudeville
- 1917 : L'Affaire des poisons, drame de Victorien Sardou, Théâtre de l'Odéon
- 1917 : La Revue féerique, revue, Folies-Bergère
- 1918 : La Fauvette du Temple, opérette d'André Messager, Gaîté-Lyrique
- 1918 : Botru chez les civils, « pièce en trois étages et un rez-de-chaussée » de Rip et Armont, Théâtre du Palais-Royal
- 1919 : Cabotins, comédie d'Édouard Pailleron, Théâtre de l'Odéon
- 1919 : Hello Charley ou la Nuit d'ivresse, opérette à grand spectacle en trois actes de Pierre-Louis Flers et Ivan Caryll, Apollo
- 1920 : Tartarinette, opérette en trois actes, Alcazar de Marseille
- 1920 : Cabotins, comédie d'Édouard Pailleron ; Le Fils de Giboyer, comédie en cinq actes d'Émile Augier, Théâtre de l'Odéon
- 1920 : Rip, opéra-comique de Robert Planquette, Théâtre Mogador
- 1920 : Madame l'Archiduc, opéra-bouffe en trois actes de Jacques Offenbach, Théâtre Mogador
- 1921 : La Petite Mariée, opéra-comique en trois actes de Charles Lecocq, Théâtre Mogador
- 1921 : La Dame en rose, opérette d'Ivan Caryll, Bouffes-Parisiens, puis Théâtre des Nouveautés
- 1921 : Tu peux y aller revue, revue de G. de La Fouchardière, La Cigale
- 1921 : Les Brigands, opéra-bouffe en trois actes de Jacques Offenbach, Gaîté-Lyrique
- 1922 : Monsieur Dumollet, opérette en trois actes Victor Jannet, Hugues Delorme et Louis Urgel, Théâtre du Vaudeville
- 1922 : Mam'zelle Nitouche, opérette de Hervé, Théâtre Antoine
- 1922 : Elles y grimpent toutes, revue, La Cigale
- 1923 : Les Brigands, opéra-bouffe en trois actes de Jacques Offenbach, Gaîté-Lyrique
- 1923 : La Revue du Vaudeville, revue, Théâtre du Vaudeville
- 1923 : La Petite Chocolatière, comédie en quatre actes de Paul Gavault, Théâtre de l'Odéon
- 1923 : Amour de princesse, opérette à grand spectacle de Louis Urgel, Gaîté-Lyrique
- 1924 : La Mascotte, opéra-bouffe d'Edmond Audran, Gaîté-Lyrique
- 1924 : Gosse de riche, comédie musicale en trois actes, livret Jacques Bousquet et Henri Falk, musique Maurice Yvain, Théâtre Daunou
- 1924 : Jim, comédie musicale de Romain Côolus et Maurice Hennequin, Théâtre Marigny
- 1925 : Mon curé chez les riches, comédie en cinq actes d'André de Lorde et Pierre Chaine, Théâtre Sarah-Bernhardt

## Cinéma
- 1908 : L'Acteur en retard, court-métrage (179 m) de Manuel et Georges Méliès : l'acteur
- 1921 : Tartarin sur les Alpes, film de Paul Barlatier et Henri Vorins, d'après le roman d'Alphonse Daudet : Tartarin